# بوب جونز (لاعب كرة قاعدة)
بوب جونز (بالإنجليزية: Bob Jones)‏ هو لاعب كرة قاعدة أمريكي، ولد في 2 ديسمبر 1889 في كلايتون في الولايات المتحدة، وتوفي في 30 أغسطس 1964 في سان دييغو في الولايات المتحدة.

## وصلات خارجية
- بوب جونز على موقعبيزبول رفرنس.كوم (الدوري الرئيسي) (الإنجليزية)
- بوب جونز على موقعبيزبول رفرنس.كوم (الدوري الثانوي) (الإنجليزية)
- بوب جونز على موقع إي إس بي إن.كوم (أم.أل.بي) (الإنجليزية)
- بوب جونز على موقع مشجعي الرسوم البيانية (الإنجليزية)